# Auguste Ranson
Pour les articles homonymes, voir Ranson.
Auguste Ranson est un homme politique français né le 5 mars 1854 à Fontaine-Bonneleau (Oise) et décédé le 8 juin 1928 à Paris.
Représentant de commerce, il s'investit dans les activités sociales du XIVe arrondissement de Paris, devenant administrateur d'un bureau de bienfaisance. En 1896, il est conseiller municipal de Paris et conseiller général de la Seine, devenant président du conseil général. Il est sénateur de la Seine de 1907 à 1927, inscrit au groupe de la Gauche démocratique. Il est questeur du Sénat de 1917 à 1924.

## Sources
- « Auguste Ranson », dans le Dictionnaire des parlementaires français (1889-1940), sous la direction de Jean Jolly, PUF, 1960 [détail de l’édition]